# Prinsengracht 655

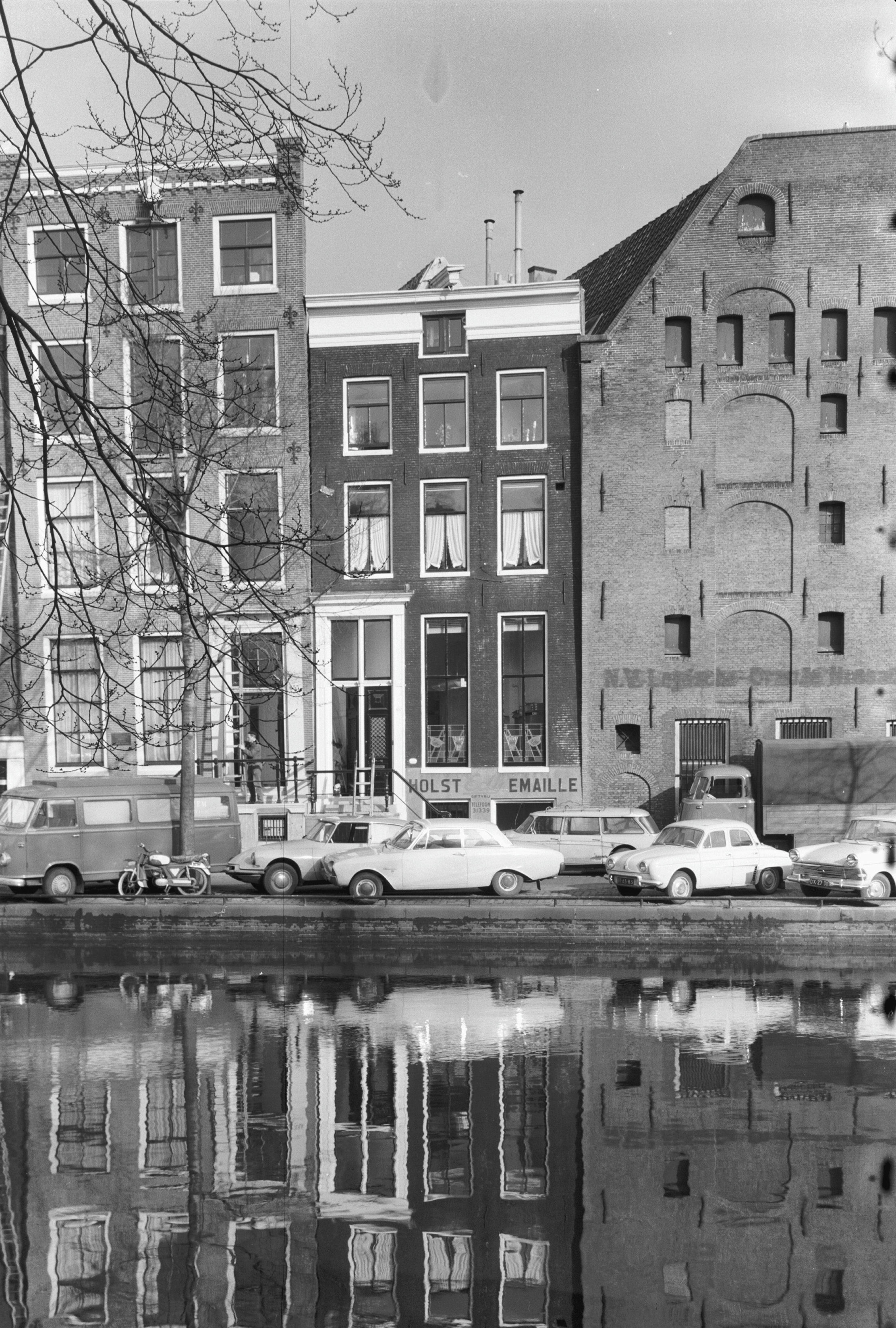
Prinsengracht 655, uiterst links (1963)

Prinsengracht 655 te Amsterdam is een gebouw aan de Prinsengracht in Amsterdam-Centrum.

## Prinsengracht
De Prinsengracht werd in gedeelten aangelegd en volgebouwd in de 17e eeuw. De stad Amsterdam was toen het Singel overgestoken en voordat de Jordaan werd gebouwd, was het de buitengrens van bebouwing. Die historie houdt dan ook in dat de oorspronkelijke bebouwing (grotendeels) is afgebroken dan wel afgebrand om plaats te maken voor nieuwbouw, waarbij soms deze cyclus weer herhaald werd. Huisnummer 625 is gesitueerd aan de oostelijke gevelwand tussen de Runstraat en Leidsegracht.

## Gebouw
Waarschijnlijk viel het gebouw onder monumentenzorg. Fotograaf Gerard Drukker legde het gebouw in  1963 voor de Rijksdienst voor het Culturele Erfgoed. Het gebouw werd op 8 september 1970 opgenomen in het rijksmonumentenregister (4363). Het heeft daar de omschrijving 
 Pand met gevel uit eerste kwart 18e eeuw onder rechte gemetselde afsluiting uit tweede kwart 19e eeuw. Deuromlijsting (eerste kwart 18e eeuw waarin deur, kalf en snijraam (derde kwart 19e eeuw) 
. 
Het gebouw begint met een souterrain, dat een ingang heeft op maaiveldniveau.
Voor dat souterrain voert een trap naar het bordes voor de toegangsdeur voor beletage en andere verdiepingen. Aan de hand van de raamrijen ziet die beletage er relatief hoog uit, dan volgen twee verdiepingen die lager zijn om af te sluiten met een relatief lage verdieping, waarschijnlijk vroeger dienende tot opslag. De gevel heeft nogal wat muurankers. De hier gemetselde daklijst is versierd met baksteenornamenten.  Vanaf de gracht gezien lijkt het gebouw recht naar achter te steken; echter de plattegrond laat zien dat het gebouw vermoedelijk gebouwd is vanuit het zuiden; het heeft een plattegrond die parallel loopt met het Molenpad, dat in de kruising met de Prinsengracht een scherpe hoek (minder dan 90 graden) heeft.
Het eerstkomende monument ten noorden van huisnummer 655 heeft als adres Prinsengracht 625. Ertussen bevinden zich gebouwen waarvan Prinsengracht 647-651 gebouwd is in 1971 naar ontwerp van Ben Loerakker. Ten zuiden volgt met huisnummer Prinsengracht 657 direct weer een rijksmonument. 